# 加藤康介
加藤 康介（かとう こうすけ、1978年7月2日 - ）は、静岡県清水市（現在:静岡市清水区）出身の元プロ野球選手（投手）。

## 経歴

### プロ入り前
1978年に静岡県で生まれる。4歳の頃に野球を始め、5歳で左投手に転向。清水商業高校時代は小笠高校の山﨑貴弘らとともに県内屈指の好投手と呼ばれたが、3年夏の静岡大会では1回戦の対御殿場高校戦で15安打・12失点の大乱調で敗れた。この悔しさが、後の原動力になったという。
日本大学では、1年秋に2部リーグで5試合に登板して3勝1敗の成績を挙げて優勝に貢献。入替戦では1学年上の吉野誠が3連投で2部昇格、自身も2回戦で救援登板した。在学中は12月の投げ込み月間で、2年時に5,000球、3年時には8,000球を投げるなど猛練習を重ねた。東都大学1部リーグ通算42試合登板、8勝7敗、防御率3.15, 80奪三振。シドニーオリンピック野球日本代表候補として千葉ロッテマリーンズの鹿児島キャンプに参加する。2000年度ドラフト会議で千葉ロッテマリーンズから2位指名(逆指名)を受けて入団。大学時代の同期に尾形佳紀、下窪陽介、2学年下に館山昌平、村田修一らがいた。

### ロッテ時代
2001年に先発投手として9勝を挙げるが、新人王は加藤よりも勝利数が少ない7勝ながら、リリーフで活躍したオリックスブルーウェーブの大久保勝信が獲得し、加藤は次点だった。その年の秋には、第34回IBAFワールドカップ日本代表に選出されている。
2002年には11勝（15敗）を挙げ、チームを背負い完投能力もある先発左腕として期待される。
2003年に持病のアトピー性皮膚炎が悪化し、戦力として活躍できず。翌年以降は故障も併発してしまう。
2005年7月2日の対ヤクルトスワローズ戦（イースタン・リーグ）で完全試合を達成。1962年の山崎正之（読売ジャイアンツ）、1987年の増本宏（横浜大洋ホエールズ）以来、18年ぶりの記録となる。同年、ファームで最優秀防御率 (1.78) と特別表彰（完全試合を達成）を受賞した。
2006年はシーズン中盤に中継ぎとして起用されるが肩痛により登録抹消、シーズンを終える。
2007年は開幕一軍登録されたが3月28日に二軍へ降格、直後の3月30日に金銭トレードでオリックス・バファローズへ移籍。

### オリックス時代

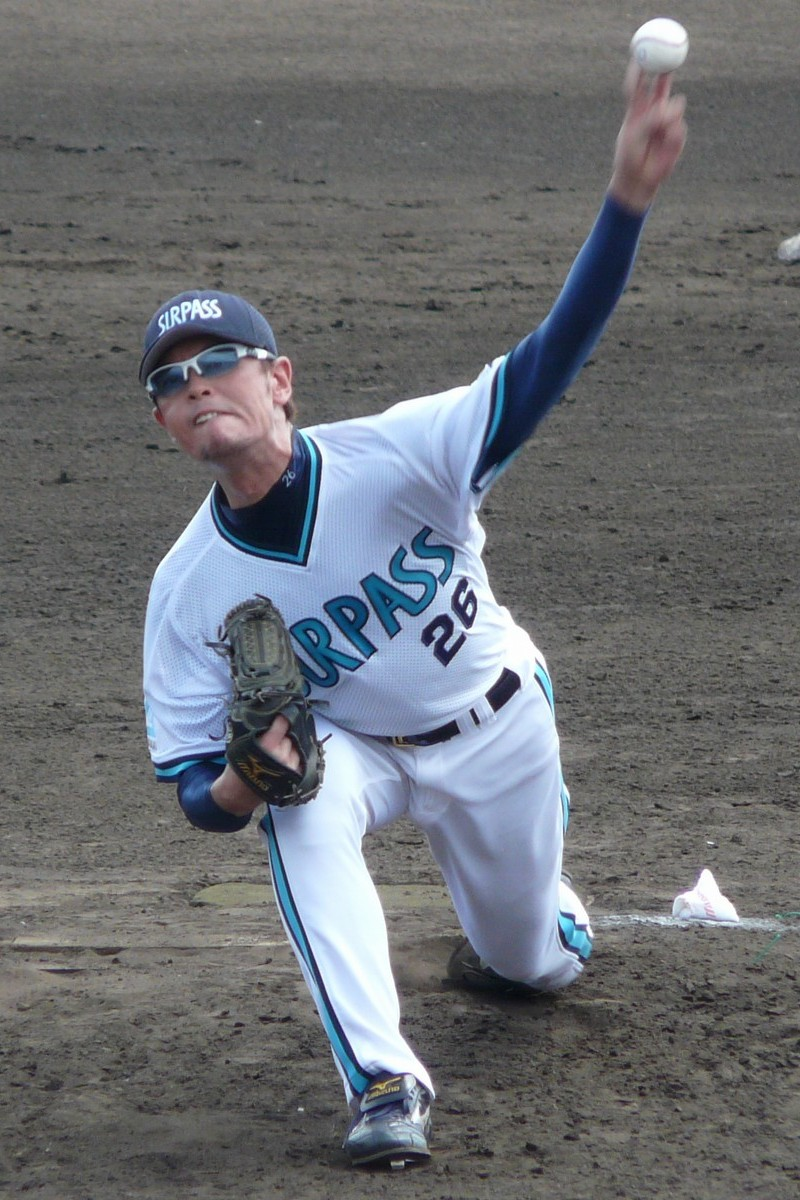
2008年撮影。「サーパス」は、当時のオリックス・バファローズのファーム・チーム名。

移籍後は二軍で調整していたが、シーズン終盤に一軍へ昇格、勝ち星はあげられなかったものの好投した。12月19日、登録名を「康介」へ変更。
2008年はプロ入り初の一軍登板なしに終わり、11月5日に戦力外通告を受ける。現役続行を希望し12球団合同トライアウトに参加。その後は横浜ベイスターズの秋季キャンプに参加し、11月28日に横浜が正式に獲得を発表した。登録名も本名に戻した。

### 横浜時代
2009年はシーズン途中で一軍に昇格すると中継ぎとして起用され、8月15日の対広島東洋カープ戦で3年ぶりの勝利を挙げるなど、左の中継ぎとしてチームに貢献した。
2010年も主に中継ぎとして起用された。しかし、49試合に登板するも防御率7.81と結果を残せず、10月1日に2度目の戦力外通告を受ける。合同トライアウトには参加しなかった。12月3日、左の中継ぎ投手を探していた阪神が獲得を発表した。

### 阪神時代
2011年は7月に一軍初昇格。4試合に中継ぎ登板するも安定感を欠き、およそ2週間で登録抹消された。二軍では31試合に投げ、防御率2.83であった。
2012年は西村憲の怪我による戦線離脱もあり、中継ぎとして41試合に登板。敗戦処理または大量リードしている場面での登板が主となるも、防御率0.83と安定感を見せた。
2013年は開幕当初から中継ぎとして活躍、開幕当初の守護神だった久保康友の不調によりセットアッパーとして起用された。6月28日の対広島戦（阪神甲子園球場）では、プロ13年目にして一軍公式戦での自身初セーブを記録した。加藤曰く、復活への支えになったのは横浜時代の同僚で先輩だった工藤公康の存在を挙げている。8月21日のDeNA戦（横浜）では、古巣を相手に、一軍公式戦で4年振りの勝利を記録している。シーズンを通じて自己最多の61試合に登板し16ホールドを挙げるなど大活躍し、福原忍と安藤優也らと共にリリーフ陣を支えた。
2014年も開幕から中継ぎとして1軍起用されるが、不安定な投球が続き7月14日に1軍登録を抹消。8月8日に再昇格するも、8月12日にぎっくり腰によって再び登録抹消される。8月26日に三度再登録されるが、8月29日のヤクルト戦で1イニング2失点と不安定な投球を見せると即日抹消される。その後は登録されることなく、日本シリーズの40人枠にも入らずにシーズンを終えた。
2015年には長年酷使し続けた右股関節にある大腿骨の骨頭が耐えられなくなり、骨頭全体に骨棘ができ、肥大化し受け皿の骨盤に収まりきらなくなり、日常生活でも激痛が走るほど深刻な状態を過ごす年になった。その影響で一軍公式戦への登板が6試合にとどまったことを背景に、10月1日に球団から3度目の戦力外通告を受けた。12月2日に、NPBから自由契約選手として公示。

### BCリーグ・福島時代
2015年11月10日に、地元・静岡市の草薙球場で開催の12球団合同トライアウトへ参加。野手を含めた参加選手では最年長（37歳）であったが、打者3人を8球で三者凡退に抑えた。NPB他球団への移籍には至らなかったが、独立リーグであるベースボール・チャレンジ・リーグ（BCリーグ）で福島ホープスの選手兼任監督を務める岩村明憲からの誘いを受けて、12月18日に同球団へ入団することが発表された。なお、NPBへの復帰を視野に投手コーチ兼任選手として契約した。
福島ホープスでは2年間コーチ兼任選手としてプレーしたが、2017年に同年限りでの選手としての現役引退を決断。10月6日に甲子園球場を訪れ、元同僚や球団スタッフに現役引退のあいさつを行った。

### 現役引退後
2019年4月に野球少年らに肘の検査や野球教室などを行うNPO法人「B・Basis」を設立。大学時代にバッテリーを組んだ友人から声を掛けられた事をきっかけに、横浜医療専門学校で勉強をしながら柔道整復師の資格取得を目指す。
2020年途中、母校日本大学のコーチに就任。

## 選手としての特徴・人物
やや変則的なモーションから投げられる球威のある平均球速約141km/hのストレート、ブレーキの効いたカーブによる緩急を主体にし、スライダー、フォークボールなども交える。
2002年に2桁勝利を挙げたが、好投していた試合でも投球が突然乱れて四死球を出したり、ストライクを取りにいった球が痛打されるなど自滅するケースが多く、同時にシーズン最多敗戦（15敗）を記録している。
食事は左利きだが、筆記は右利き。
登板時はサングラス（ゴーグル）を着用する。
阪神時代には、甲子園球場で試合や練習があるたびに、自宅から球場まで電車で通っていた。2013年8月31日の広島戦（甲子園）では、1点リードの8回表に3番手で登板すると、3者連続三振を奪ってホールドポイントを記録。チームも勝利したため、試合後には、移籍後初めてヒーローインタビューを受けた。ゴーグルを外して臨んだインタビューでは、「（甲子園のお立ち台からの眺めは）最高です…。（お立ち台は阪神移籍後）初めてです。涙が出そうなんですけど、本当に嬉しいです。（同じくインタビューを受けた先発投手の藤浪）晋太郎が頑張っていて、（高卒新人投手ではセントラル・リーグ史上5人目のシーズン）10勝がかかっていたので、（自分も）頑張りました」と言いながら、感極まって涙を流している。
前述の通り、アトピー性皮膚炎を持病として抱えており、2003年1月に治療法を変えたことから悪化。ロッテ時代には医師から「マウンドの土の菌がアトピーの小さな傷から入ると蜂窩織炎になり、最悪、足を切断する可能性もある」と告げられたことがある。引退後の現在も、重度の全身症状を抱えている。

## 詳細情報

### 年度別投手成績
| 年 度      | 球 団      | 登 板 | 先 発 | 完 投 | 完 封 | 無 四 球 | 勝 利 | 敗 戦 | セ 丨 ブ | ホ 丨 ル ド | 勝 率 | 打 者 | 投 球 回 | 被 安 打 | 被 本 塁 打 | 与 四 球 | 敬 遠 | 与 死 球 | 奪 三 振 | 暴 投 | ボ 丨 ク | 失 点 | 自 責 点 | 防 御 率 | W H I P |
| ---------- | ---------- | ----- | ----- | ----- | ----- | -------- | ----- | ----- | -------- | ----------- | ----- | ----- | -------- | -------- | ----------- | -------- | ----- | -------- | -------- | ----- | -------- | ----- | -------- | -------- | ------- |
| 2001       | ロッテ     | 34    | 19    | 3     | 0     | 0        | 9     | 10    | 0        | --          | .474  | 616   | 140.0    | 134      | 13          | 68       | 2     | 5        | 109      | 5     | 2        | 75    | 64       | 4.11     | 1.44    |
| 2002       | ロッテ     | 32    | 27    | 1     | 1     | 0        | 11    | 15    | 0        | --          | .423  | 681   | 159.0    | 168      | 21          | 53       | 0     | 4        | 148      | 9     | 1        | 90    | 81       | 4.58     | 1.39    |
| 2003       | ロッテ     | 7     | 6     | 0     | 0     | 0        | 1     | 5     | 0        | --          | .167  | 119   | 24.2     | 28       | 7           | 21       | 0     | 0        | 12       | 1     | 0        | 25    | 22       | 8.33     | 1.99    |
| 2004       | ロッテ     | 2     | 2     | 0     | 0     | 0        | 0     | 1     | 0        | --          | .000  | 32    | 5.1      | 11       | 1           | 4        | 0     | 1        | 5        | 0     | 0        | 10    | 10       | 16.88    | 2.81    |
| 2005       | ロッテ     | 9     | 6     | 0     | 0     | 0        | 2     | 3     | 0        | 0           | .400  | 166   | 40.2     | 31       | 5           | 16       | 1     | 1        | 30       | 1     | 0        | 17    | 17       | 3.76     | 1.16    |
| 2006       | ロッテ     | 10    | 4     | 0     | 0     | 0        | 1     | 3     | 0        | 1           | .250  | 113   | 25.1     | 28       | 4           | 6        | 1     | 1        | 26       | 0     | 0        | 19    | 15       | 5.33     | 1.34    |
| 2007       | オリックス | 2     | 2     | 0     | 0     | 0        | 0     | 2     | 0        | 0           | .000  | 45    | 11.0     | 8        | 0           | 5        | 0     | 0        | 11       | 0     | 0        | 5     | 5        | 4.09     | 1.18    |
| 2009       | 横浜       | 31    | 0     | 0     | 0     | 0        | 1     | 0     | 0        | 13          | 1.000 | 127   | 29.1     | 21       | 5           | 18       | 1     | 2        | 37       | 1     | 0        | 13    | 12       | 3.68     | 1.33    |
| 2010       | 横浜       | 49    | 0     | 0     | 0     | 0        | 0     | 2     | 0        | 7           | .000  | 138   | 27.2     | 37       | 2           | 16       | 1     | 2        | 23       | 0     | 0        | 24    | 24       | 7.81     | 1.92    |
| 2011       | 阪神       | 4     | 0     | 0     | 0     | 0        | 0     | 0     | 0        | 0           | ----  | 13    | 2.2      | 4        | 0           | 1        | 0     | 0        | 3        | 0     | 0        | 3     | 3        | 10.13    | 1.88    |
| 2012       | 阪神       | 41    | 0     | 0     | 0     | 0        | 0     | 0     | 0        | 7           | ----  | 120   | 32.2     | 15       | 1           | 11       | 0     | 1        | 34       | 0     | 0        | 4     | 3        | 0.83     | 0.80    |
| 2013       | 阪神       | 61    | 0     | 0     | 0     | 0        | 1     | 2     | 1        | 16          | .333  | 199   | 50.1     | 36       | 3           | 13       | 2     | 1        | 54       | 0     | 0        | 12    | 11       | 1.97     | 0.97    |
| 2014       | 阪神       | 32    | 0     | 0     | 0     | 0        | 3     | 0     | 0        | 10          | 1.000 | 115   | 23.2     | 31       | 2           | 10       | 2     | 2        | 15       | 1     | 0        | 12    | 12       | 4.56     | 1.73    |
| 2015       | 阪神       | 6     | 0     | 0     | 0     | 0        | 0     | 0     | 0        | 0           | .000  | 13    | 2.1      | 4        | 0           | 2        | 1     | 0        | 2        | 0     | 0        | 5     | 3        | 11.57    | 2.57    |
| 通算：14年 | 通算：14年 | 320   | 66    | 4     | 1     | 0        | 29    | 43    | 1        | 54          | .403  | 2497  | 574.2    | 556      | 64          | 244      | 11    | 20       | 509      | 18    | 3        | 314   | 282      | 4.42     | 1.39    |

- 各年度の太字はリーグ最高

### 記録
- 初登板・初先発：2001年3月28日、対日本ハムファイターズ2回戦（千葉マリンスタジアム）、7回1/3を2失点
- 初奪三振：同上、1回表に小笠原道大から空振り三振
- 初勝利・初先発勝利：2001年4月3日、対大阪近鉄バファローズ2回戦（大阪ドーム）、7回2失点（自責点0）
- 初完投勝利：2001年4月15日、対西武ライオンズ5回戦（千葉マリンスタジアム）、9回2失点
- 初完封勝利：2002年8月2日、対オリックス・ブルーウェーブ18回戦（グリーンスタジアム神戸）
- 初ホールド：2006年5月28日、対読売ジャイアンツ3回戦（東京ドーム）、7回裏に2番手で救援登板、1/3回無失点
- 初セーブ：2013年6月28日、対広島東洋カープ6回戦（阪神甲子園球場）、9回表に4番手で救援登板・完了、1回無失点
- 1球敗戦投手：2013年7月16日、対読売ジャイアンツ13回戦（阪神甲子園球場）、7回表に2番手で救援登板、0/3回1失点（自責点0）[20] ※史上25人目（26度目）

### 独立リーグでの投手成績
| 年 度     | 球 団     | 登 板 | 勝 利 | 敗 戦 | セ 丨 ブ | 完 投 | 勝 率 | 投 球 回 | 打 者 | 被 安 打 | 被 本 塁 打 | 奪 三 振 | 与 四 球 | 与 死 球 | 失 点 | 自 責 点 | 暴 投 | ボ 丨 ク | 失 策 | 防 御 率 |
| --------- | --------- | ----- | ----- | ----- | -------- | ----- | ----- | -------- | ----- | -------- | ----------- | -------- | -------- | -------- | ----- | -------- | ----- | -------- | ----- | -------- |
| 2016      | 福島      | 33    | 1     | 0     | 0        | 0     | 1.000 | 33.0     | 138   | 20       | 0           | 46       | 14       | 4        | 8     | 7        | 1     | 0        | 0     | 1.91     |
| 2017      | 福島      | 28    | 3     | 1     | 5        | 0     | .750  | 25.1     | 116   | 18       | 1           | 25       | 13       | 6        | 13    | 8        | 2     | 0        | 0     | 2.84     |
| 通算：2年 | 通算：2年 | 61    | 4     | 1     | 5        | 0     | .750  | 58.1     | 254   | 38       | 1           | 71       | 27       | 10       | 21    | 15       | 3     | 0        | 0     | 2.32     |

### 背番号
- 28 （2001年 - 2007年途中）
- 26 （2007年途中 - 2008年）
- 57 （2009年 - 2010年）
- 63 （2011年 - 2018年）

### 登録名
- 加藤 康介（かとう こうすけ）（2001年 - 2007年、2009年 - 2018年）
- 康介（こうすけ）（2008年）